# Теорії змови, пов’язані зі скандалом Трамп-Україна
Від 2016 року тодішній кандидат у президенти Дональд Трамп та його союзники просували кілька теорій змови, пов’язаних зі скандалом між Трампом та Україною. Одна з таких теорій має на меті звинуватити Україну, а не Росію (за підтримки всіх надійних джерел), за втручання у президентські вибори у США 2016 року. Також серед конспірологічних теорій є звинувачення проти Джо Байдена та його сина Хантера Байдена, а також кілька сюжетів російського "розслідування". Американська розвідка вважає, що Росія брала участь у багаторічній кампанії з підготовки України до втручання у вибори 2016 року, що Кремль є головним рушієм просування вигаданих альтернативних наративів і що вони шкідливі для Сполучених Штатів. Директор ФБР Крістофер Рей заявив для ABC News, що "у нас немає інформації, яка вказує на те, що Україна втручалася у президентські вибори 2016 року", і що "стосовно самих виборів [2020], ми вважаємо, що Росія представляє найбільш значну загрозу."
18 серпня 2020 року підконтрольний республіканським комітетам з питань розвідки Сенат опублікував остаточний звіт про втручання Росії у кампанію 2016 року, встановивши, що, будучи менеджером кампанії Трампа, Пол Манафорт працював із близьким співробітником, який був офіцером російської розвідки, "над розповідями, що намагалися підірвати докази втручання Росії у вибори у США 2016 року" та спрямувати такі підозри на Україну.

## Передумови
Згідно з повідомленнями співбесідників ФБР, опублікованими в жовтні 2019 року, почувши новину про злом сервера Демократичного комітету в червні 2016 року, голова кампанії Трампа Пол Манафорт припустив, що винна Україна, а не Росія, розповідь, яку також пропагував Костянтин Килимник, який вважався співробітником російської розвідки, для якого Манафорт працював разом з Левом Парнасом та Ігорем Фруманом.
У звіті Комітету з розвідки Сенату, підконтрольного республіканцям, у серпні 2020 року було зроблено висновок, що під час кампанії Манафорт активно працював з Килимником, якого в звіті називали "офіцером російської розвідки", щоб відвернути підозри від втручання Росії в Україну, характеризуючи діяльність Манафорта як "важку контррозвідувальну загрозу".
The New Yorker виявив, що повідомлення про змову в правих ЗМІ було ініційовано Пітером Швейцером, колишнім співробітником Breitbart News і президентом Урядового інституту підзвітності, "самозваною групою контролюючих корупційних груп під головуванням та фінансуванням консервативної мега-донорки Ребеки Мерсер"  і заснована Стівом Бенноном.

### Усиновлення Трампом
Президент Трамп давно відчував, що висновок Розвідувального співтовариства США та Доповідь Мюллера - про те, що російський уряд втручався у вибори 2016 року, щоб принести йому користь - можуть підірвати легітимність його обрання президентом. Він та його союзники – особливо його особистий адвокат Руді Джуліані – пропагував альтернативну розповідь про те, що український уряд втрутився на користь Гілларі Клінтон, в координації з демократами, цифровою криміналістичною компанією CrowdStrike та ФБР, стверджуючи, що російський уряд було підставлено. У листопаді 2019 року газета "New York Times" повідомляла, що американська розвідка визначила, що Росія проводила багаторічну кампанію щодо формування України для втручання у вибори 2016 року. Всупереч твердженням Трампа, це консенсусне рішення американської розвідувальної спільноти та Комітету з питань розвідки Сенату про те, що саме Росія, а не Україна втрутилася у вибори 2016 року. 
Трамп також неправдиво стверджував, що державна CrowdStrike належала неназваному заможному українському олігарху. Теорія змови стверджувала, що компанія - яка розслідувала злом сервера Демократичного національного комітету (DNC) - наклала на сервер докази, що стосуються Росії, і що ФБР не змогло заволодіти сервером, щоб перевірити це твердження. Хоча ФБР не заволоділо сервером, CrowdStrike надало ФБР точне зображення диска та журнали трафіку сервера для проведення власного аналізу, що змусило Мюллер Доповідь погодитися з розвідувальним співтовариством про те, що сервер було зламано. російською розвідкою. За два тижні до вступу на посаду Трамп був проінформований вищими американськими спецслужбами про те, що американські, британські та голландські спецслужби приписували хакерство DNC Росії шляхом злому російських розвідувальних мереж та спостереження за викраденими там електронними листами. На цій зустрічі Трампу також сказали, що російський кріт, який ЦРУ культивував десятиліттями, і який досяг найвищих рівнів Кремля, сказав ЦРУ, що Путін особисто наказав і організував втручання Росії у вибори 2016 року. 
Трамп також стверджував без доказів того, що Україна мала сервер DNC, а також видалені електронні листи Хіларі Клінтон. Трамп і Джуліані заявили, що участь України також включає досьє Трампа і Росії, яке повторив конгресмен Девін Нунес, стійкий захисник Трампа, під час слухання справи про імпічмент у вересні 2019 року. Один з колишніх високопосадовців Білого дому заявив, що Трамп прямо заявив, що Україна винна, тому що "Путін сказав мені". Пізніше теорія змови включала безпідставні твердження про корупцію Джо Байдена та його сина Хантера Байдена в їх діяльності в Україні. У листопаді 2019 року сенатор-соратник Трампа Ренд Пол продовжив теорію змови, стверджуючи без доказів, що анонімний викривач, який спровокував скандал "Трамп-Україна", є матеріальним свідком можливої корупції Хантера Байдена та Джо Байдена", додаючи" [доносник], можливо, їздив із Джо Байденом в Україну на стільки, скільки ми знаємо". У січні 2020 року агенція Bloomberg News повідомляла, що американська розвідка та правоохоронні органи вивчають, чи бере участь Росія у сприянні дезінформації, щоб підірвати Байдена в рамках кампанії зі зриву виборів 2020 року. У серпні 2020 року CNN повідомив, що представники спецслужб донесли сенаторам, представникам, а також кампаніям Байдена і Трампа інформацію, "яка вказує, що Росія стоїть за поточним дезінформаційним натисканням" на Байдена.
Це призвело до того, що Трамп тиснув на українського президента Володимира Зеленського з проханням розпочати розслідування справ, що спричинило скандал між Трампом та Україною, що, в свою чергу, призвело до відкриття розслідування щодо імпічменту щодо Трампа. Під час прес-зустрічі 16 жовтня 2019 року в Овальному кабінеті Трамп вісім разів поспіль поцікавився сервером DNC, який "за їхніми словами, належить компанії, основна власність якої - фізична особа, з України". Його співробітники неодноразово намагалися переконати Трампа в тому, що теорія змови не має жодних достоїнств, в тому числі його колишній радник з питань внутрішньої безпеки Том Боссерт, який пізніше зауважив, "сервер DNC і що теорія змови повинна піти далі... Якщо він продовжить зосереджуватись на цьому білому киті, це його збиває".
Під час слухань щодо імпічменту в листопаді 2019 року Фіона Хілл - до серпня 2019 року найвища російська експертка Ради національної безпеки - критикувала республіканців за оприлюднення "вигаданого оповідання":
Коли Трамп та інші республіканці використовували слухання для пропаганди української теорії змови, президент Росії Володимир Путін зауважив: "Ми бачимо, що зараз відбувається в США. Слава Богу, нас більше ніхто не звинувачує у втручанні у вибори в США. Зараз вони звинувачують Україну" Протягом кількох тижнів, що привели до свідчень Хілла, представники американської розвідки донесли сенаторам та їхнім штабам інформацію про багаторічну кампанію Росії з підготовки України до втручання у вибори 2016 року.

### Поширювачі серед республіканських членів Конгресу
Республіканські представники та сенатори, які пропагували ідею про втручання України у вибори 2016 року, незважаючи на висновки про відсутність доказів цього з боку Комітету з питань розвідки Сенату та розвідувальних агентств США:

#### Представники
- Девін Нунес (R-CA)[37][38][39]
- Джим Джордан (штат Огайо)[40]
- Метт Гец (штат Флорида)[40]
- Луї Гомерт (Техас)[40][41]

#### Сенатори
- Чак Грасслі (R-IA)[42]
- Джон Кеннеді (R-LA)[43][44][45]
- Річард Берр (R-NC)
- Ліндсі Грем (R-SC)
- Тед Круз (R-TX)[46]
- Рон Джонсон (R-WI)
- Джон Баррассо (R-WY)

У відповідь на ці заяви сенаторів-республіканців, а також на інші необґрунтовані заяви, в тому числі щодо розслідування Мюллера, лідер меншини Сенату Чак Шумер (D-NY) заявив 10 грудня 2019 року, що ВР Сенату стає "кокусом змови". Шумер заявив, що Трамп, генеральний прокурор Вільям Барр і депутати від Республіканської партії повинні припинити "відштовхування безпідставних теорій змови і замість цього працювати двостороннім шляхом, щоб забезпечити ФБР і Розвідувальному співтовариству всю необхідну підтримку та ресурси, щоб зупинити Путіна та будь-якого іншого іноземного противника втручання у вибори 2020 року". 20 грудня 2019 року колишній сенатор Джефф Флейк (R-AZ), затятий критик президента Трампа, опублікував у The Washington Post зауважувальний палат і республіканців Сенату за "спробу перекласти звинувачення шляхом пропаганди химерної та розвінчаної змови теорій", і попросив їх здійснювати неупереджене правосуддя на майбутньому суді імпічменту Дональда Трампа.

### Заяви службовців на рівні кабінету міністрів

#### Виступаючи на підтримку теорій змови

##### Державний секретар Майк Помпео
26 листопада 2019 року державний секретар Майк Помпео, здавалося, надав легітимність уявленню про те, що Україна, а не Росія, чи не на додаток до Росії, стоїть за втручанням у вибори у США 2016 року. Репортер запитав його: "Чи вважаєте ви, що США та Україна повинні дослідити теорію про те, що саме Україна, а не Росія зламала електронні листи DNC у 2016 році?" Помпео відповів: "Щоразу, коли є інформація, яка свідчить про те, що будь-яка країна заплуталася з американськими виборами, ми не тільки маємо право, але і зобов'язані бути впевненими, що переслідуємо це", додавши, "щоб захистити наші вибори, Америка не повинна залишати каменя на камені." Це незважаючи на колишню роль Помпео, який особисто проінформував президента Трампа як директор ЦРУ про те, що за втручанням стоїть Росія, а також за його свідчення перед Сенатом у травні 2017 року.

##### Генеральний прокурор Вільям Барр
10 грудня 2019 року, на наступний день після публікації звіту генерального інспектора Міністерства юстиції про походження розслідування Мюллера, Барр заявив в інтерв'ю NBC news, що російське розслідування було "абсолютно безпідставним", і заявив, що вважає, що розслідування ФБР було проведено "недобросовісно". На відміну від зауважень директора ФБР Крістофера Рая напередодні, Барр відмовився спростувати теорію змови щодо втручання України у вибори 2016 року. Барр знову заявив, що розслідування ФБР було відкрите "без жодних підстав" у квітні 2020 року.

#### Заперечення теорій змови

##### Директор ФБР Крістофер А. Ррей
9 грудня 2019 року, після оприлюднення доповіді генерального інспектора Міністерства юстиції про витоки розслідування ФБР-Мюллера в Росії, у директора ФБР Крістофера Рея взяли інтерв'ю ABC News. В інтерв’ю Рей відсунув теорію змови про те, що Україна втручалася у президентські вибори 2016 року, заявивши: "У нас немає інформації, яка вказує на те, що Україна втручалася у президентські вибори 2016 року", і "щодо самих виборів [2020], ми вважаємо, що Росія представляє найсуттєвішу загрозу". Рей додав: "Є різні люди, які говорять про всі речі. Я думаю, що для американського народу важливо бути вдумливим споживачем інформації, думати про її джерела та думати про підтримку та прогнозування того, що вони чують."

## Відволікання за допомогою росіян розслідування втручання
Президент Трамп направив генерального прокурора Білла Барра "розслідувати слідчих", які відкрили розслідування ФБР щодо втручання Росії, нібито з політичних партійних мотивів для заподіяння шкоди Трампу; стверджувалася, що союзні спецслужби були частиною цієї схеми. Це розслідування ФБР породило розслідування Мюллера, що призвело до засудження деяких співробітників передвиборчої кампанії 2016 року. У вересні 2019 року повідомлялося, що Барр контактував з іноземними урядами з проханням про допомогу в цьому запиті. Він особисто їздив до Великої Британії та Італії, щоб отримати інформацію, і на прохання Барра Трамп телефонував прем'єр-міністру Австралії з проханням про співпрацю. Один британський чиновник, знаючи про прохання Барра, зауважив, "це як ні з чим, з чим ми раніше не стикалися, вони, в основному, просять, досить твердо, про допомогу в проведенні роботи з топірець у власних спецслужбах".
Барр шукав інформацію, пов'язану з теорією змови, яка циркулювала серед союзників Трампа в консервативних ЗМІ, стверджуючи, що Джозеф Міфсуд був оператором західних спецслужб, якому нібито було наказано залучити радника кампанії Трампа Джорджа Пападопулоса, щоб встановити хибний предикат для ФБР розслідування. Це розслідування було розпочато після того, як австралійський уряд повідомив американські влади в липні 2016 року про те, що його дипломат Олександр Даунер мав випадкову зустріч з Пападопулосом у травні 2016 року - за два місяці до того, як стало відомо про злом вебсайту DNC - і що Пападопулос сказав йому, що російський уряд ллє "бруд" на Клінтон у вигляді електронних листів.
2 жовтня 2019 року сенатор Ліндсі Грем, рішучий прихильник Трампа і голова Сенатського комітету з питань правосуддя, написав листа керівникам Великої Британії, Австралії та Італії, стверджуючи як факт, що і Міфсуд, і Даунер отримали вказівку зв'язатися з Пападопулосом. Джо Хокей, австралійський посол у США, різко відкинув характеристику Грема Доунера. Колишній італійський урядовець заявив The Washington Post у жовтні 2019 року, що під час зустрічі попереднього місяця італійські спецслужби заявили Барру, що вони "не мають зв’язків, не здійснюють жодної діяльності та не втручаються" у це питання; Пізніше це підтвердив і італійський прем'єр-міністр Джузеппе Конте. 22 листопада 2019 року газета Washington Post повідомила, що генеральний інспектор Міністерства юстиції агресивно розслідував твердження про те, що Міфсуд отримав вказівку захопити Пападопулоса, але виявив, що це було без заслуг. Американські правоохоронні органи вважають, що Міфсуд пов'язаний з російською розвідкою.
У грудні 2019 року газета New York Times повідомляла, що призначений Барром Джон Дарем досліджував роль екс-директора ЦРУ Джона Бреннана в оцінці втручання Росії у 2016 році, вимагаючи електронних листів, журналів дзвінків та інших документів. Бреннан був потужним критиком Трампа і мішенню звинувачень президента в неналежній діяльності щодо нього. The Times повідомляв, що Дарем спеціально вивчав погляди Бреннана на досьє Стіла і те, що він сказав про це ФБР та іншим спецслужбам. Бреннан та колишній директор національної розвідки Джеймс Клеппер свідчили перед Конгресом, що ЦРУ та інші спецслужби не покладались на досьє при підготовці оцінки розвідувальної спільноти в січні 2017 року щодо втручання Росії, і союзники Бреннана заявили, що він не погоджується з думкою ФБР, що досьє слід надати значну вагу, оскільки ЦРУ охарактеризувало це як "чутки про Інтернет". У липні 2019 року Politico повідомляв, що, ставши директором ЦРУ в 2017 році, лояліст Трампа Майк Помпео різко кинув виклик аналітикам ЦРУ щодо їхніх висновків про те, що втручання Росії призначене для допомоги Трампу, але він не знайшов доказів, які могли б заперечити це. У лютому 2020 року газета The Times повідомляла, що Дарем перевіряв, чи приховували чи маніпулювали представники спецслужб, зокрема Бреннан, докази втручання Росії для досягнення бажаного результату. Представники ФБР та АНБ сказали Дарему, що його переслідування за цим напрямом пояснюється його нерозумінням того, як функціонує розвідувальне співтовариство.

## Crowd Strike
Численні теорії змови помилково стверджують, що CrowdStrike насправді належить багатому українському олігарху.
Насправді CrowdStrike не належить заможному українському олігарху, а є публічною компанією  зі штаб-квартирою в Каліфорнії, а сервер DNC насправді являє собою 140 окремих серверів, виведених з експлуатації та розташованих у США, а не в Україні, як стверджував Трамп.
Теорія змови додатково неправдиво стверджує, що агентам ФБР не було дозволено досліджувати сервер, оскільки така дія розкриє графік DNC  якщо насправді (і як задокументовано у звіті Мюллера), системні зображення та журнали трафіку серверів DNC були надані ФБР, через що їм не потрібно було фактично володіти 140 фізичними серверами.
Ця теорія змови, що виникла з "персоналу ГРУ (Головне розвідувальне управління РФ), Гуччіфер 2.0"", була створена "для того, щоб поставити під сумнів винність Росії у вторгненні".

## Політичнийquid pro quo
Під час брифінгу прес-служби Білого дому 17 жовтня 2019 року виконуючий обов'язки керівника апарату Мік Мулвані пов'язав теорію змови сервера DNC із розслідуванням Барра, а також із заявкою про утримання військової допомоги Україні, заявивши: "[Трамп] також згадує мені, передаючи корупцію, пов’язану з сервером DNC? Абсолютно. Про це немає питань. Але це все, і тому ми затримали гроші". Хоча Міністерство юстиції раніше зазначало, що розслідування Барра вивчало, чи відігравала Україна якусь роль у відкритті розслідування ФБР у 2016 році щодо втручання Росії, чиновник відомства відмовився коментувати, чи включає це теорію сервера DNC. The New York Times повідомляло, що співробітники Міністерства юстиції були розгублені та розлючені зв'язком Мулвані з сервером DNC, можливим quid pro quo, з Україною та розслідуванням Барра. Через кілька годин Мулвані оприлюднив заяву, в якій заперечував, що вносив будь-які пропозиції щодо факту.